# Дуньхуан (фильм)
«Дуньхуан» (яп. 敦煌 тонко:, другое название — «Шёлковый путь») — совместный японо-китайский фильм 1988 года, поставленный режиссёром Дзюнъей Сато. Эпический исторический фильм-драма, снятый по роману Ясуси Иноуэ «Пещеры тысячи будд», написанному в 1959 году. Действие происходит в Китае времён династии Сун. Вымышленная история о молодом учёном, пустившемся в путешествие по шёлковому пути в поисках знаний и попавшем в водоворот военных действий, пройдя через множество различных жизненных испытаний, он, в конечном счете, спрячет для истории ценнейшие артефакты, найдя таким способом, как оставить памятник своей жизни и любви.

## Сюжет
История сосредоточена на молодом учёном по имени Чжао Синдэ и происходит в Китае времён династии Сун (XI век, большая часть действия относится к 1026 и 1028 гг.). Чжао Синдэ проваливает экзамен, потому что ничего не знает о соседней стране Си Ся. Вскоре после этого он объединяется с двумя другими молодыми учёными и в поисках знаний отправляется по Великому шёлковому пути, сухопутному маршруту между Китаем и Средиземноморьем. 
В Дуньхуане (северо-западная часть Китая) его караван захватывают солдаты и Чжао с друзьями в принудительном порядке мобилизованы в армию Юань-хао, который хочет взять под свой контроль большую часть земель на Шёлковом пути. В одном из боёв на сражающегося Чжао Синдэ обратил внимание командующий Чжу Ванли и сделал его своим оруженосцем. Во время взятия уйгурской крепости Синдэ обнаруживает дочь уйгурского царя. Он прячет её и пытается защитить. Спустя какое-то время Синдэ и Цурпия полюбили друг друга и решили бежать. Но заплутав в песчаных дюнах, они вышли к той же крепости, из которой бежали. Чжу Ванли отправляет Синдэ в Си Ся для обучения письменности тангутов. Там он проводит два года, а когда возвращается, узнаёт о том, что правитель Юань-хао, увидевший однажды его любимую Цурпию, решил взять её в жёны. Преданная только Чжао Синдэ, Цурпия кончает с собой. 
Юань-хао отправляется завоёвывать новые земли, а когда возвращается в Дуньхуан, ему объявляет войну когда-то преданный Чжу Ванли. Во время их столкновения в крепости начинается пожар. Чжао Синдэ спасает ценнейшую библиотеку и прячет её в близлежащих пещерах Могао.

## В ролях
- Коити Сато — Чжао Синдэ
- Тосиюки Нисида — Чжу Ванли
- Анна Накагава — Цурпия
- Цунэхико Ватасэ — Юань-хао
- Такахиро Тамура — Цао Яньху
- Акира Эмото — Лю Цзиминь
- Дайдзиро Харада — Вэй Куанг
- Ёсико Мита — женщина из Си Ся

## Премьеры
- — национальная премьера фильма состоялась 25 июня 1988 года в Токио[1].
- — фильм демонстрировался в венгерском кинопрокате с 13 декабря 1991 года[1].
- — премьерный показ киноленты в Соединённых Штатах Америки прошёл 31 января 1992 года в Нью-Йорке[1].

## Награды и номинации
Премия Японской киноакадемии
- 12-я церемония вручения премии (1989)[2]

Выиграны:
- Премия за лучший фильм 1988 года.
- Премия лучшему режиссёру 1988 года — Дзюнъя Сато.
- Премия лучшему актёру 1988 года — Тосиюки Нисида.
- Премия лучшему оператору 1988 года — Акира Сиидзука.
- Премия за лучший свет — Сигэру Умэтани.
- Премия за лучший монтаж — Акира Судзуки (ex aequo — «Ikidomari no Banka: Brake out», «Kamu onna» и «Возвращение сборщицы налогов»).
- Премия за лучшую работу художника-постановщика — Хироси Токуда.
- Премия за лучший звук — Фумио Хасимото, Ясуо Хасимото.
- Премия новичку 1988 года — актриса Анна Накагава.
- Специальная премия академии — продюсер фильма Ясуёси Токума.

Номинации в категориях:
- за лучшую музыку к фильму — Масару Сато (ex aequo — «Ограбление большого универмага»).

Кинопремия «Голубая лента» (1989)
- 31-я церемония награждения (за 1988 год) — премия за лучший фильм года.

Nikkan Sports Film Awards (1988)
- Церемония награждения (за 1988 год)[3]

- премия имени Юдзиро Исихары.

Кинопремия «Кинэма Дзюмпо» (1989)
- Премия лучшей молодой актрисе 1988 года — Анна Накагава.

## Комментарии
1. ↑  Русское название «Шёлковый путь», встречающееся на некоторых русскоязычных сайтах в сети появилось от английского названия фильма в международном прокате — The Silk Road, однако фильм присутствует на российских торрент-трекерах в русском переводе под названием «Дуньхуан», что более соответствует его переводу с оригинального как японского, так и китайского названия
2. ↑  Находка большой библиотеки свитков XI века в Дуньхуане в 1899 году даосским монахом Ван Юаньлу является археологической загадкой. Все события фильма являются плодом воображения автора книги Ясуси Иноуэ и соответственно, следовавших его версии сюжета создателей фильма